# Александр Гарднер
Александр Гарднер (англ. Alexander Gardner; 17 жовтня 1821, Пейслі, Велика Британія — 10 січня 1882, Вашингтон, США) — шотландський фотограф, який емігрував до США в 1856 році. Найбільш відомий своїми фотографіями Громадянської війни в США, президента США Авраама Лінкольна і страти організаторів вбивства Лінкольна.

## Життя та творчість
Народився в 1821 році у Пейслі, Ренфрюшир, Велика Британія. З 14 до 21 року був учнем ювеліра. Відвідував Церкву Шотландії. Захоплювався філософськими поглядами Роберта Оуена, поділяв ідеї соціалізму та мріяв створити кооператив у Сполучених Штатах, в якому б втілилися соціалістичні ідеї. У 1850 році придбав землю в Айові, але не жив там, побажавши залишитися в Шотландії і заробити на кооперативі грошей. У 1851 році став редактором газети Glasgow Sentinel; в тому ж році відвідав Всесвітню виставку в Лондоні і, зацікавлений роботами американського фотографа Метью Бреді, захопився фотографією.
У 1856 році разом з сім'єю емігрував до США; дізнавшись, що багато хто з учасників створеного ним кооперативу померли від туберкульозу, вирішив залишитися в Нью-Йорку, де почав працювати фотографом, спочатку під керівництвом Метью Бреді, а незабаром і самостійно. Популярним став, починаючи з 1862 року, завдяки своїм фотографіям битв Громадянської війни в країні, які в 1866 році були випущені в двотомному виданні Gardner's Photographic Sketch Book of the Civil War .

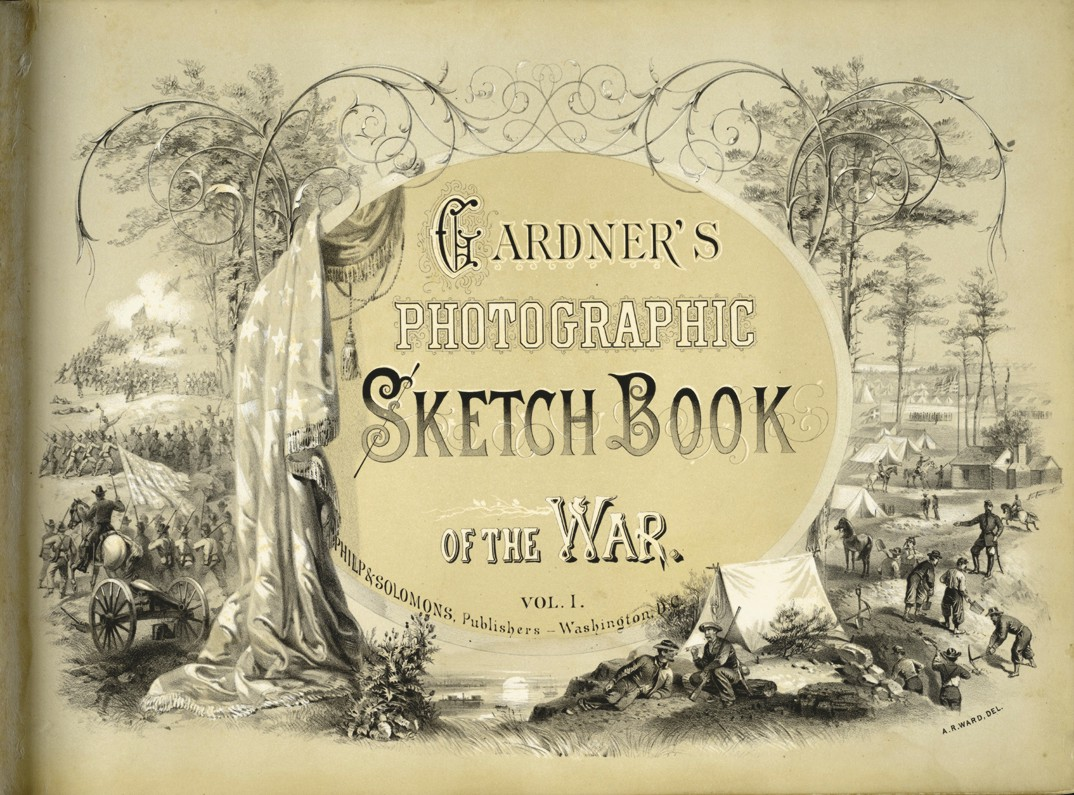
Титульний аркуш книги Александра Гарднера з фотографіями битв Громадянської війни

Також Гарднер зробив сім прижиттєвих фотографій президента Лінкольна й кілька світлин його похорону. Він був єдиним фотографом, допущеним зробити фотографії учасників змови з метою вбивства Лінкольна і самого моменту їх страти через повішення.
Після закінчення війни Александр Гарднер створив цілий цикл фотографій індіанців різних народів.
У 1871 році залишив фотографічну діяльність і створив страхову компанію у Вашингтоні, проживши там до кінця життя (помер у 1882 році).
На даний час деякі фотографії Гарднера часів Громадянської війни визнаються фахівцями постановочними.